# Carasinol B
Carasinol B ist ein Stilben-Tetramer, welches im chinesischen Erbsenstrauch vorkommt.
Eine durch Säure katalysierte Epimerisierung von Kobophenol A zum Epimer Carasinol B kann in vitro durchgeführt werden.